# Chile 2000
Chile 2000 fue una coalición electoral chilena, constituida en 1997. Se encontraba compuesta por los partidos Unión de Centro Centro Progresista (UCCP), Unión de Centro Liberal (UCL) e independientes.

## Historia
El símbolo electoral de la coalición, utilizado en las papeletas de votación, consistía en una mezcla de los logotipos de los partidos que la conformaban: el símbolo de la UCCP (sin el punto que se ubicaba dentro de la letra C) sobre la antorcha que formaba parte del logotipo de la UCL.
Presentó 25 candidatos a diputado (13 UCCP y 12 independientes) y 6 a senador (4 UCCP y 2 independientes) en las elecciones parlamentarias de 1997. Logró elegir dos diputados en la Región de O'Higgins, ambos militantes de la UCCP: Alejandro García Huidobro y María Victoria Ovalle.
Dada la baja votación del pacto (2,14 % en la elección de diputados y 2,62% en la de senadores), los partidos que lo conformaban se fusionaron el 19 de junio de 1998, para dar paso a la Unión de Centro Centro.

## Resultados electorales

### Elecciones parlamentarias de 1997

#### Diputados
Resultados de las elecciones de diputados de 1997 a nivel nacional.
| Partido                            | Votos   | Porcentaje | Candidatos | Electos |
| ---------------------------------- | ------- | ---------- | ---------- | ------- |
| Unión de Centro Centro Progresista | 68 822  | 1,19       | 13         | 2       |
| Independientes                     | 55 100  | 0,95       | 12         | 0       |
| Total                              | 123 922 | 2,14       | 25         | 2       |

#### Senadores
Resultados de las elecciones de senadores de 1997 a nivel nacional.
| Partido                            | Votos   | Porcentaje | Candidatos | Electos |
| ---------------------------------- | ------- | ---------- | ---------- | ------- |
| Unión de Centro Centro Progresista | 18 023  | 0,43       | 4          | 0       |
| Independientes                     | 93 150  | 2,19       | 2          | 0       |
| Total                              | 111 173 | 2,62       | 6          | 0       |